# Engelbert Halenius
Engelbert Halenius, född 8 oktober 1700 i Söderala prästgård, död 14 februari 1767 i Brunsbo biskopsgård i  Skara, var en svensk biskop, professor, riksdagsman och rektor för Uppsala universitet.
Engelbert Halenius var son till Laurentius Jonæ Halenius av släkten Halenius och Catharina Kram. Halenius blev 1719 student vid Uppsala universitet, 1728 filosofie magister och 1729 konrektor i Gävle. År 1730 utnämndes han till filosofie adjunkt och 1745 till professor i teologi vid Uppsala universitet. Han var inspektor för Gästrike nation 1746–53 och blev 1751 riksdagsman, 1752 teologie doktor samt 1753 biskop i Skara. 
Han hade stort anseende som lärd och skarpsinnig teolog och uttryckte sig med stor ledighet, både muntligt och skriftligt. Som politiker åtnjöt han ingalunda fläckfritt rykte. Förvärvsbegäret var hans svaga sida. Som medlem i den kommission, som 1756 dömde greve Erik Brahe, voterade han för dödsstraff, men sägs med anledning därav efteråt ha yttrat: "Troilius (ärkebiskopen) var min gode vän och bror, men rådde mig till en sak, så Gud vare mig syndare nådig". Mot slutet av sitt liv kom Halenius i beröring med svedenborgianismen. Till en början polemiserade han mot Swedenborg, men några år före sin död genomgick han en djupgående andlig kris, framsprungen ur studiet av dennes skrifter.
Halenius var gift med Daniel Djurbergs och Margaretha Theels dotter Ulrika, och deras barn adlades 1756 med namnet Hallencreutz, och på denna (numera utgångna) ätts adliga nummer adopterades 1787 sönerna till den med namnet Hallencreutz 1779 adlade brukspatronen Klas Halenius (Halenius af Vedevåg), en yngre bror till Engelbert Halenius.